# Adelaide d'Asburgo-Lorena
Adelaide d'Asburgo-Lorena (nome completo: Adelheid Maria Josepha Sixta Antonia Roberta Ottonia Zita Charlotte Luise Immakulata Pia Theresia Beatrix Franziska Isabella Henriette Maximiliana Genovefa Ignatia Marcus d'Aviano von Habsburg-Lothringen; Vienna, 3 gennaio 1914 – Pöcking, 3 ottobre 1971) nacque come arciduchessa d'Austria, principessa reale d'Ungheria e di Boemia. Fu la figlia secondogenita dell'ultimo imperatore d'Austria-Ungheria Carlo I e di sua moglie, l'imperatrice Zita di Borbone-Parma.

## Biografia
La principessa Adelaide fu la seconda figlia dell'allora arciduca Carlo d'Austria e di sua moglie Zita di Borbone-Parma. Fu battezzata il 7 gennaio 1914 da Friedrich Gustav Piffl, il principe arcivescovo di Vienna. I suoi padrini sono stati l'arciduchessa Maria Josepha e il principe Sisto di Borbone-Parma.
Il 21 novembre 1916 Carlo I divenne imperatore d'Austria e re d'Ungheria. Durante la prima guerra mondiale Adelaide accompagnò spesso il fratello principe ereditario Otto e il padre nei viaggi per ispezionare le truppe austriache. Dopo la sconfitta dell'impero austro-ungarico suo padre fu costretto a rinunciare alla partecipazione negli affari dello Stato e successivamente l'impero fu smantellato, creando sulle sue ceneri diversi stati, fra i quali le repubbliche di Austria e d'Ungheria. Nel 1919 Adelaide e la sua famiglia furono mandati in esilio prima in Svizzera e in seguito in Portogallo, sull'isola di Madeira.
Il 9 marzo 1922 Adelaide si recò col fratello Otto e il padre Carlo in città per comprare giocattoli. Sulla via del ritorno furono avvolti da una nebbia gelida e il padre prese un raffreddore che poi sviluppò in una polmonite, a causa della quale morì il 1º aprile. Nel dicembre 1933 Adelaide divenne il primo membro della sua famiglia a mettere piede a Vienna dalla costituzione della repubblica, giungendovi in treno da Budapest. Adelaide frequentò l'Università di Lovanio, laureandosi nel 1938. Durante la Seconda Guerra Mondiale emigrò con la maggior parte della sua famiglia negli Stati Uniti d'America per sfuggire ai nazisti. L'Arciduchessa Adelaide in seguito ritornò in Europa. Morì nubile a Pöcking in Baviera.

## Antenati
|                                   |                    |                                           | Genitori                                    |  |  | Nonni |  |  | Bisnonni                        |  |  | Trisnonni                        |  |
|                                   |                    |                                           |                                             |  |  |       |  |  | Carlo Ludovico d'Asburgo-Lorena |  |  | Francesco Carlo d'Asburgo-Lorena |  |
|                                   |                    |                                           |                                             |  |  |       |  |  | Carlo Ludovico d'Asburgo-Lorena |  |  | Francesco Carlo d'Asburgo-Lorena |  |
|                                   |                    | Sofia di Baviera                          |                                             |  |  |       |  |  | Carlo Ludovico d'Asburgo-Lorena |  |  |                                  |  |
| Ottone Francesco d'Asburgo-Lorena |                    |                                           |                                             |  |  |       |  |  | Carlo Ludovico d'Asburgo-Lorena |  |  |                                  |  |
|                                   |                    | Maria Annunziata di Borbone-Due Sicilie   | Ferdinando II delle Due Sicilie             |  |  |       |  |  |                                 |  |  |                                  |  |
|                                   |                    | Maria Annunziata di Borbone-Due Sicilie   | Ferdinando II delle Due Sicilie             |  |  |       |  |  |                                 |  |  |                                  |  |
|                                   |                    | Maria Annunziata di Borbone-Due Sicilie   | Maria Teresa d'Asburgo-Teschen              |  |  |       |  |  |                                 |  |  |                                  |  |
| Carlo I d'Austria                 |                    | Maria Annunziata di Borbone-Due Sicilie   |                                             |  |  |       |  |  |                                 |  |  |                                  |  |
|                                   |                    | Giorgio di Sassonia                       | Giovanni di Sassonia                        |  |  |       |  |  |                                 |  |  |                                  |  |
|                                   |                    | Giorgio di Sassonia                       | Giovanni di Sassonia                        |  |  |       |  |  |                                 |  |  |                                  |  |
|                                   |                    | Giorgio di Sassonia                       | Amalia Augusta di Baviera                   |  |  |       |  |  |                                 |  |  |                                  |  |
| Maria Giuseppina di Sassonia      |                    | Giorgio di Sassonia                       |                                             |  |  |       |  |  |                                 |  |  |                                  |  |
|                                   |                    | Maria Anna Ferdinanda di Braganza         | Ferdinando II del Portogallo                |  |  |       |  |  |                                 |  |  |                                  |  |
|                                   |                    | Maria Anna Ferdinanda di Braganza         | Ferdinando II del Portogallo                |  |  |       |  |  |                                 |  |  |                                  |  |
|                                   |                    | Maria Anna Ferdinanda di Braganza         | Maria II del Portogallo                     |  |  |       |  |  |                                 |  |  |                                  |  |
| Adelaide d'Asburgo-Lorena         |                    | Maria Anna Ferdinanda di Braganza         |                                             |  |  |       |  |  |                                 |  |  |                                  |  |
|                                   | Carlo III di Parma | Carlo II di Parma                         |                                             |  |  |       |  |  |                                 |  |  |                                  |  |
|                                   | Carlo III di Parma | Carlo II di Parma                         |                                             |  |  |       |  |  |                                 |  |  |                                  |  |
|                                   | Carlo III di Parma | Maria Teresa di Savoia                    |                                             |  |  |       |  |  |                                 |  |  |                                  |  |
| Roberto I di Parma                | Carlo III di Parma |                                           |                                             |  |  |       |  |  |                                 |  |  |                                  |  |
|                                   |                    | Luisa Maria di Borbone-Francia            | Carlo di Borbone-Francia                    |  |  |       |  |  |                                 |  |  |                                  |  |
|                                   |                    | Luisa Maria di Borbone-Francia            | Carlo di Borbone-Francia                    |  |  |       |  |  |                                 |  |  |                                  |  |
|                                   |                    | Luisa Maria di Borbone-Francia            | Carolina di Borbone-Due Sicilie             |  |  |       |  |  |                                 |  |  |                                  |  |
| Zita di Borbone-Parma             |                    | Luisa Maria di Borbone-Francia            |                                             |  |  |       |  |  |                                 |  |  |                                  |  |
|                                   |                    | Michele del Portogallo                    | Giovanni VI del Portogallo                  |  |  |       |  |  |                                 |  |  |                                  |  |
|                                   |                    | Michele del Portogallo                    | Giovanni VI del Portogallo                  |  |  |       |  |  |                                 |  |  |                                  |  |
|                                   |                    | Michele del Portogallo                    | Carlotta Gioacchina di Borbone-Spagna       |  |  |       |  |  |                                 |  |  |                                  |  |
| Maria Antonia di Braganza         |                    | Michele del Portogallo                    |                                             |  |  |       |  |  |                                 |  |  |                                  |  |
|                                   |                    | Adelaide di Löwenstein-Wertheim-Rosenberg | Costantino di Löwenstein-Wertheim-Rosenberg |  |  |       |  |  |                                 |  |  |                                  |  |
|                                   |                    | Adelaide di Löwenstein-Wertheim-Rosenberg | Costantino di Löwenstein-Wertheim-Rosenberg |  |  |       |  |  |                                 |  |  |                                  |  |
|                                   |                    | Adelaide di Löwenstein-Wertheim-Rosenberg | Agnese di Hohenlohe-Langenburg              |  |  |       |  |  |                                 |  |  |                                  |  |
|                                   |                    | Adelaide di Löwenstein-Wertheim-Rosenberg |                                             |  |  |       |  |  |                                 |  |  |                                  |  |